# تاتاربایوو
تاتاربایوو (انگلیسی: Tatarbayevo) یک شهرک در شهرستان میشکینسکی استان باشقیرستان کشور روسیه است.